# Космодемьянская, Зоя Анатольевна

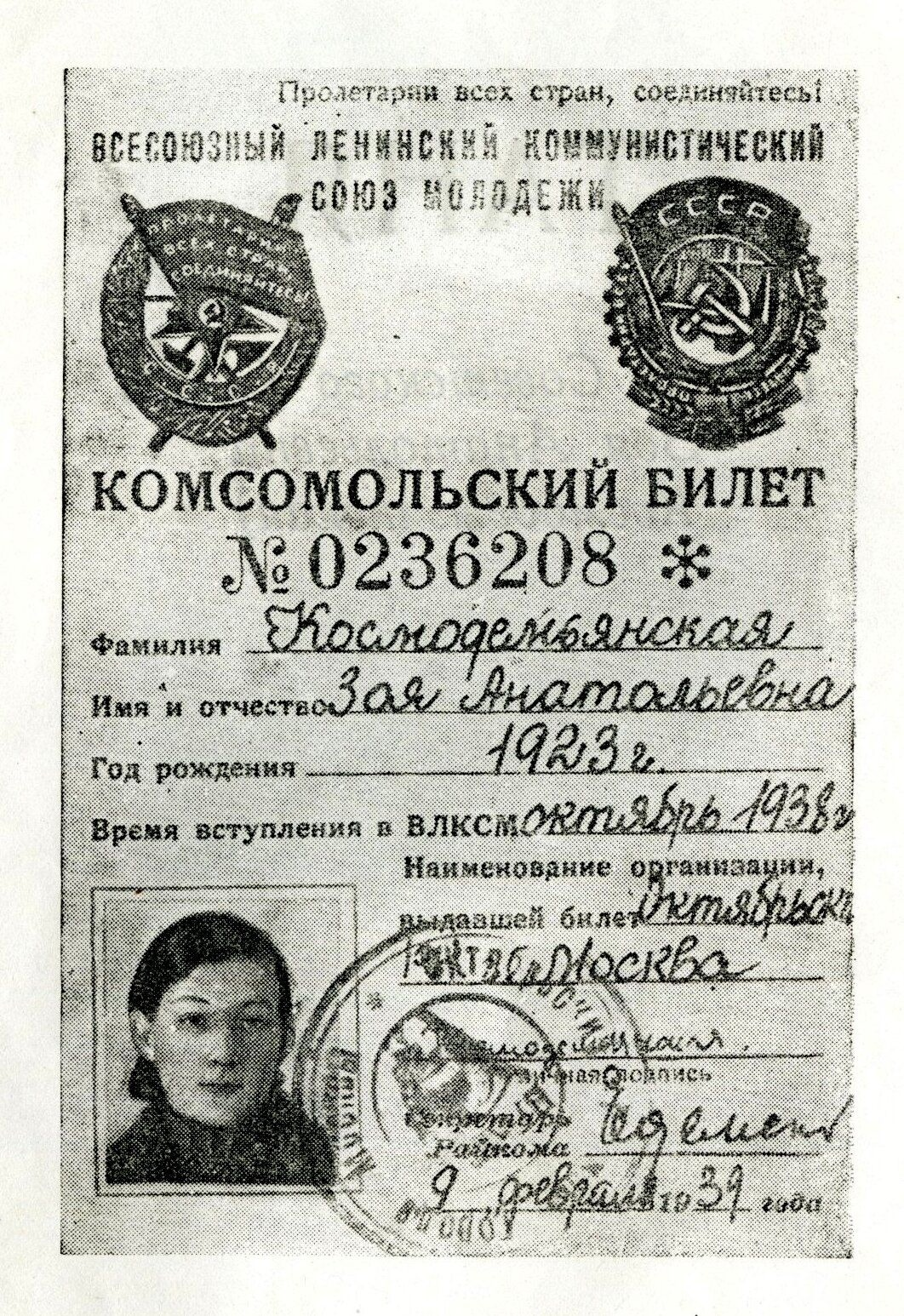
Комсомольский билет Зои Космодемьянской

Зо́я Анато́льевна Космодемья́нская (13 сентября 1923, Осино-Гай, Тамбовская область, РСФСР, СССР — 29 ноября 1941, Петрищево, Московская область, РСФСР, СССР) — красноармеец диверсионно-разведывательной группы штаба Западного фронта, заброшенная в 1941 году в немецкий тыл. Первая женщина, удостоенная звания Героя Советского Союза (1942 год, посмертно) во время Великой Отечественной войны. Кавалер ордена Ленина (посмертно).
Боевое задание группы Зои Космодемьянской было таково: «Сжечь 10 населённых пунктов: Анашкино, Грибцово, Петрищево, Усадково, Ильятино, Грачёво, Пушкино, Михайловское, Бугайлово, Коровино. Срок выполнения — неделя». Имелся в виду приказ Ставки Верховного Главнокомандования № 428 от 17 ноября 1941 года о сожжении населённых пунктов на оккупированной врагами территории.
Ещё при поступлении в разведывательно-диверсионную школу всех новобранцев предупредили, что 95 % из них будут убиты, а те, кто попадёт в плен, мучительно погибнут от пыток. Таким образом, все члены группы понимали смертельную опасность задания, на которое они шли, имея только несколько бутылок с зажигательной смесью и пистолеты. Большая часть группы действительно погибла в перестрелках или от пыток, попав в плен.
Космодемьянская успела исполнить только часть боевого приказа, организовав поджог трёх домов. Во время второй попытки поджога староста деревни Семён Агафонович Свиридов поднял тревогу, и Космодемьянская была арестована. После захвата в плен её пытали и казнили через повешение. Перед казнью Космодемьянская произнесла легендарную речь, призывая жителей села бороться с нацистами и не бояться смерти в этой борьбе.
Зоя Космодемьянская стала одним из символов героизма советского народа в Великой Отечественной войне, её образ отражён в художественной литературе, публицистике, кинематографе, живописи, монументальном искусстве, музейных экспозициях.

## Биография

### Происхождение
Зоя Анатольевна Космодемьянская родилась 13 сентября (по другим данным — 8 сентября) 1923 года в селе Осино-Гай (село в различных источниках именуется также как Осинов Гай или Осиновые Гаи, что означает «осиновая роща») ныне Гавриловского района Тамбовской области, в семье учителей Анатолия Петровича и Любови Тимофеевны (в девичестве Чуриковой) Космодемьянских. Анатолий был выходцем из духовного сословия и его фамилия (на языке богослужения она писалась как «Козьмодемьянский») происходит, как большинство священнических фамилий, от названия церкви (святых Космы и Дамиана), где служил их предок.
Дед Зои, Пётр Иоаннович Козьмодемьянский, был священником Знаменской церкви села Осино-Гай. По неподтвержденным документально воспоминаниям старожилов, в ночь на 27 августа 1918 года отец Пётр был схвачен и утоплен в Сосулинском пруду, по обвинению в антисоветской деятельности и укрывательстве контрреволюционеров. Труп его был обнаружен лишь весной 1919 года. Пётр был похоронен рядом с церковью, которая была закрыта коммунистами, несмотря на жалобы верующих и их письма во ВЦИК в 1927 году.
Младший брат Зои Александр Космодемьянский — советский танкист, Герой Советского Союза. Александр после гибели Зои отправился на фронт в возрасте всего 17 лет, желая отомстить за её смерть. Поскольку подвиг Зои был широко известен, то юноше-мстителю доверили тяжёлый танк КВ, на котором он сделал надпись «За Зою». Известен подвигами во время штурма Кёнигсберга. 6 апреля 1945 года Александр в Кёнигсберге на САУ ИСУ-152 самостоятельно форсировал канал Ландграбен, уничтожил там батарею противника и удерживал плацдарм до создания переправы советских войск. 8 апреля батарея САУ ИСУ-152 под его командованием захватила ключевой пункт обороны Кёнигсберга форт «Королева Луиза». 13 апреля 1945 года в бою с противотанковой батареей противника на северо-западе Кёнингсберга, после того как его САУ была подбита, при поддержке других САУ под его командованием, вступил в стрелковый бой с немецкой пехотой и захватил ключевой опорный пункт в городке Фирбруденкруг, но был смертельно ранен в этом бою.

### Детство и юность

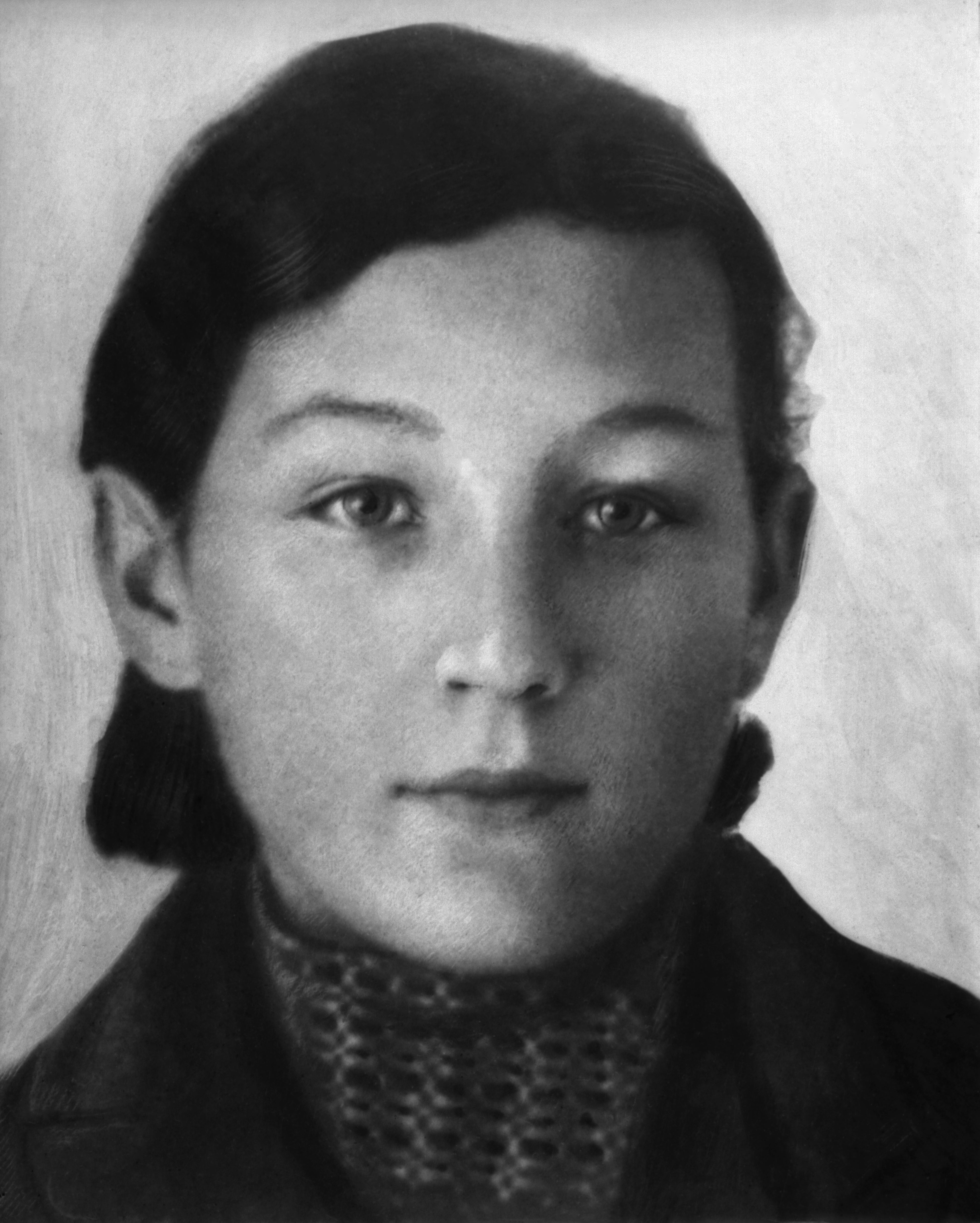
Фотография Зои для комсомольского билета

В 1929 году семья Космодемьянских оказалась в Сибири. По некоторым утверждениям, они были сосланы за выступление Анатолия Космодемьянского против коллективизации, а по свидетельству Любови Космодемьянской, опубликованному в 1986 году, бежали в Сибирь, спасаясь от доноса. В течение года семья жила в селе Шиткино (Иркутская область) на Бирюсе, однако затем сумела переехать в Москву — возможно, благодаря хлопотам сестры Любови Ольги, служившей в Наркомпросе. В книге «Повесть о Зое и Шуре» Любовь Космодемьянская сообщает, что переезд в Москву произошёл после письма её сестры. Семья жила на дальней окраине Москвы, недалеко от железнодорожной станции Подмосковной сначала на Старом шоссе (ныне ул. Вучетича в районе Тимирязевского парка), затем в двухэтажном деревянном доме в Александровском проезде, дом № 7 (ныне район Коптево, по улице Зои и Александра Космодемьянских, 35/1; дом не сохранился).
В 1933 году Анатолий Космодемьянский умер после операции, Зоя и её младший брат Александр остались на руках матери.
С 1933 по 1941 год училась в школе № 201 (ныне имени Героев Советского Союза Зои и Александра Космодемьянских).
В школе Зоя училась хорошо, особенно увлекалась историей и литературой, мечтала поступить в Литературный институт. В октябре 1938 года Зоя вступила в ряды Ленинского комсомола.
В 1939 году у Космодемьянской произошёл конфликт с одноклассниками, по свидетельствам близких, на следующей почве: Космодемьянская была избрана комсомольским группоргом класса и сразу же предложила, чтобы одноклассники взяли на себя общественную нагрузку — после школы заниматься с неграмотными. Это предложение было принято, но затем ученики стали уклоняться от взятых на себя обязанностей, а так как Космодемьянская продолжала настаивать и стыдить их — не переизбрали её группоргом. После этого Космодемьянская отдалилась от одноклассников. В своих воспоминаниях одноклассник Зои В. И. Белокунь писал:

Эта история (конфликт с одноклассниками и непереизбрание группоргом) очень подействовала на Зою. Она стала как-то постепенно уходить в себя. Стала менее общительной, больше полюбила уединение. В 7-м классе за ней ещё чаще стали замечать, как нам казалось, странности… <…> Слишком загадочными были для нас её молчание, всегда задумчивые глаза, а порою некоторая рассеянность. И непонятная Зоя становилась ещё непонятней. В середине года мы узнали от её брата Шуры, что Зоя больна. Это произвело сильное впечатление на ребят. Решили, что в этом виноваты мы.

В конце 1940 года Зоя Космодемьянская перенесла острый менингит, с которым лежала в Боткинской больнице, а затем по 24 марта 1941 года проходила реабилитацию в санатории «Сокольники», где познакомилась с отдыхавшим там же Аркадием Гайдаром, её любимым писателем.

### Военная служба
31 октября 1941 года Космодемьянская в числе 2000 комсомольцев-добровольцев явилась к месту сбора в кинотеатре «Колизей» и оттуда была доставлена в диверсионную школу, став бойцом разведывательно-диверсионной части, официально носившей название «партизанской части 9903 штаба Западного фронта». Секретарь МГК комсомола А. Н. Шелепин и руководители разведывательно-диверсионной войсковой части № 9903 предупредили новобранцев, что участники операций по сути являются смертниками, так как ожидаемый ими уровень потерь разведывательно-диверсионных групп составлял 95 %, причём существенная часть диверсантов-новобранцев скорее всего погибнет от пыток немцев в случае попадания в плен, поэтому те, кто не согласны мучительно умереть, должны покинуть разведшколу. Космодемьянская, как и большинство её товарищей, остались в разведшколе. После короткого обучения продолжительностью три дня Зоя в составе группы была 4 ноября переброшена в район Волоколамска, где группа успешно справилась с заданием по минированию дороги.
В то время Ставка Верховного главнокомандования приняла решение применить в широких масштабах тактику выжженной земли. По мнению советского диверсанта Ильи Старинова, Сталин вдохновлялся примером финнов, которым удалось во время советско-финской войны заставить Красную армию жить в палатках; однако он не учитывал, что ситуация была совершенно иной, чем у финнов, которые имели возможность заранее эвакуировать собственное население, а затем систематически разрушить и заминировать все оставляемые постройки. Вышедший 17 ноября Приказ СВГК № 428 предписывал лишить «германскую армию возможности располагаться в сёлах и городах, выгнать немецких захватчиков из всех населённых пунктов на холод в поле, выкурить их из всех помещений и тёплых убежищ и заставить мёрзнуть под открытым небом», с каковой целью «разрушать и сжигать дотла все населённые пункты в тылу немецких войск на расстоянии 40—60 км в глубину от переднего края и на 20—30 км вправо и влево от дорог». По мнению Старинова, этот приказ был одной из крупнейших ошибок Сталина в ходе организации партизанской войны: будучи сам по себе бесчеловечным, так как обрекал на смерть от холода многие тысячи советских людей, он толкал население на сторону немцев, лишал партизан поддержки и фактически обрекал их на гибель (именно в результате этого приказа, по словам Старинова, было уничтожено партизанское движение в Ленинградской области). Выполнить же приказ, то есть целиком уничтожить все возможные зимние квартиры немцев, в принципе было невозможно. Сам Старинов считал необходимой принципиально иную тактику (действия небольших, хорошо обученных групп на коммуникации в глубоком тылу немцев), которую Сталин, однако, проигнорировал.
Во исполнение приказа № 428 18 (по другим сведениям — 20) ноября командиры диверсионных групп части № 9903 П. С. Проворов (в его группу вошла Зоя) и Б. С. Крайнов получили задание сжечь в течение 5—7 дней 10 населённых пунктов, в их числе деревню Петрищево (Верейский район) (ныне Рузский район Московской области).
Для выполнения задания диверсантам выдали бутылки с зажигательной смесью и сухой паёк на 5 дней.
Выйдя на задание вместе, обе группы диверсантов (по 10 человек в каждой) у деревни Головково (10 км от Петрищева) попали в засаду, организованную как часть боевого охранения сёл, используемых для логистики немецких войск. Не имея серьёзного оружия, диверсанты понесли тяжёлые потери и частично рассеялись. Часть диверсантов попала в плен. Веру Волошину из группы нацисты зверски пытали, пытаясь узнать, какое задание имеет группа. Не добившись результата, нацисты повезли её на казнь. Жестоко избитая Вера поднялась и выкрикнула перед смертью: «Вы пришли в нашу страну и найдёте здесь свою смерть! Москву вам не взять… Прощай, Родина! Смерть фашизму!». Остатки диверсионной группы объединились под командованием Бориса Крайнова. Поскольку их товарищи умерли на допросах, но не раскрыли цель диверсии, они смогли продолжить выполнение задания.
27 ноября в 2 часа ночи Борис Крайнов, Василий Клубков и Зоя Космодемьянская подожгли в Петрищеве три дома (жителей Кареловой, Солнцева и Смирнова). На допросе Космодемьянская заявила также, что ей удалось уничтожить 20 лошадей для транспортировки грузов нацистами в хозпостройках сожжённых дворов. Смирнова А. В. подтвердила этот факт своими показаниями.
Подруга Космодемьянской по диверсионной школе Клавдия Милорадова утверждала, что один из сожжённых Космодемьянской домов использовался как немецкий узел связи. Дом семьи Ворониных в селе, по показаниям свидетелей, действительно использовался как штабное помещение для офицеров перемещаемых войск, но не был сожжён. Многие участники диверсионной группы отмечают, что были подожжены дома, в которых немецкие солдаты ночевали, а также держали во дворах своих лошадей, использующихся для перевозки военных грузов. Писатель А. Жовтис ставит под сомнение данные версии, ссылаясь на то, что официально Петрищево не было пунктом постоянной дислокации немецких войск. Однако его слова опровергают сами жители села, указывающие, что фактически все дома села использовались для ночлега перемещавшихся по магистральным дорогам у села немецких войск.
После первой попытки поджога Крайнов не дождался Космодемьянской и Клубкова в условленном месте встречи и ушёл, вернувшись к своим. Позднее Клубков был также схвачен немцами. Космодемьянская, разминувшись с товарищами и оставшись одна, решила вернуться в Петрищево и продолжить поджоги. Однако немецкие военные власти в деревне к тому времени организовали сход местных жителей, на котором создали ополчение во избежание дальнейших поджогов. Его члены носили на руках белые повязки.

### Плен, пытки и казнь

Казнь Зои Космодемьянской

Вечером 28 ноября при попытке поджечь сарай Свиридова Космодемьянская была замечена хозяином. Вызванные им квартировавшие у него немцы около 7 часов вечера схватили девушку. По свидетельству односельчан, «кроме угощения вином, никакого другого вознаграждения от немцев» хозяин дома за поимку партизанки не получил. Свиридов был членом организованной немцами для предотвращения поджогов самообороны и носил белую повязку как отличительный знак.
Известно, что Космодемьянская не отстреливалась. При этом её личный револьвер № 12719 оказался у её подруги Клавдии Милорадовой. По её словам, они обменялись оружием, потому что её пистолет не имел самовзвода. Она уходила на задание раньше, и Космодемьянская отдала ей более надёжное оружие, а произвести обратный обмен подруги не успели. Часть исследователей предполагает, что Зоя не успела привести оружие в боевое состояние.
В ряде источников (книга «Повесть о Зое и Шуре», фильм «Битва за Москву») рассказывается версия, что командир немецкого 332-го пехотного полка 197-й пехотной дивизии подполковник Людвиг Рюдерер допрашивал Зою лично; Иосиф Сталин, узнав о зверской казни Космодемьянской, распорядился не брать в плен солдат и офицеров 197-й дивизии, и Рюдерер был якобы убит именно при попытке сдаться в плен. Между тем на самом деле Рюдерер умер в 1960 году в ФРГ, показания свидетелей не подтверждают, что в допросе Космодемьянской принимали участие старшие офицеры вермахта, в том числе подполковник.
Известно, что допрос вели три офицера и переводчик в доме Василия и Прасковьи Кулик. На допросе Космодемьянская не сказала ничего определённого и, по утверждению Петра Лидова в очерке «Кто была Таня» («Правда», № 49 (8820), 18.02.1942), даже не назвала своего имени (именем же Татьяна, под которым фигурирует в первом его очерке, представилась ранее некоему верейскому партизану). По свидетельствам А. Ворониной и Прасковьи Кулик, Космодемьянскую раздели догола и пороли ремнями. Затем жители села Петрушкина, Воронина и другие видели, как приставленный к Космодемьянской часовой на протяжении четырёх часов периодически водил её босой в одном белье по улице на морозе. До получаса они вдвоём оставались на улице, затем часовой заходил на 15 минут погреться и заводил Космодемьянскую в дом. Ноги Зои получили обморожение, проявление которого видела Прасковья Кулик. Около 2 часов ночи охранник сменился. Он позволил Космодемьянской лечь на лавку, где она пробыла до утра.
По показаниям свидетелей, в избиениях Космодемьянской участвовали А. В. Смирнова и Ф. В. Солина, дома которых были сожжены в предыдущую ночь. За это впоследствии они были осуждены по статье 193 Уголовного кодекса РСФСР за коллаборационизм и расстреляны.
В 10:30 следующего утра Космодемьянскую вывели на улицу, где уже была сооружена виселица; на грудь ей повесили табличку с надписью на русском и немецком языках: «Поджигатель домов». Когда Космодемьянскую подвели к виселице, Смирнова ударила её по ногам палкой, крикнув: «Кому ты навредила? Мой дом сожгла, а немцам ничего не сделала…».
Саму казнь одна из свидетельниц описывает так:

До самой виселицы вели её под руки. Шла ровно, с поднятой головой, молча, гордо. Довели до виселицы. Вокруг виселицы было много немцев и гражданских. Подвели к виселице, скомандовали расширить круг вокруг виселицы и стали её фотографировать… При ней была сумка с бутылками. Она крикнула: «Граждане! Вы не стойте, не смотрите, а надо помогать воевать! Эта моя смерть — это моё достижение». После этого один офицер замахнулся, а другие закричали на неё. Затем она сказала: «Товарищи, победа будет за нами. Немецкие солдаты, пока не поздно, сдавайтесь в плен». Немецкий офицер злобно заорал: «Русь!» Но она продолжала: «Советский Союз непобедим и не будет побеждён», — всё это она говорила в момент, когда её фотографировали…
Потом подставили ящик. Она без всякой команды встала сама на ящик. Подошёл немец и стал надевать петлю. Она в это время крикнула: «Сколько нас ни вешайте, всех не перевешаете, нас 170 миллионов. Но за меня вам наши товарищи отомстят». Это она сказала уже с петлёй на шее. Она хотела ещё что-то сказать, но в этот момент ящик убрали из-под ног, и она повисла. Она взялась за верёвку рукой, но немец ударил её по рукам. После этого все разошлись.

В то же время автор очерка «Таня», военный корреспондент Пётр Лидов, описывает казнь следующим образом:

Место казни окружали десятеро конных с саблями наголо. Вокруг стояли больше сотни немецких солдат и несколько офицеров. Местным жителям было приказано собраться и присутствовать при казни, но их пришло немного, а некоторые, придя и постояв, потихоньку разошлись по домам, чтобы не быть свидетелями страшного зрелища.
Под спущенной с перекладины петлёй были поставлены один на другой два ящика из-под макарон. Татьяну приподняли, поставили на ящик и накинули на шею петлю. Один из офицеров стал наводить на виселицу объектив своего «кодака»: немцы — любители фотографировать казни и экзекуции. Комендант сделал солдатам, выполнявшим обязанность палачей, знак обождать.
Татьяна воспользовалась этим и, обращаясь к колхозницам и колхозникам, крикнула громким и чистым голосом:
— Эй, товарищи! Чего смотрите невесело? Будьте смелее, боритесь, бейте немцев, жгите, травите!
Стоявший рядом немец замахнулся и хотел то ли ударить её, то ли зажать ей рот, но она оттолкнула его руку и продолжала:
— Мне не страшно умирать, товарищи. Это — счастье умереть за свой народ…
Фотограф снял виселицу издали и вблизи и теперь пристраивался, чтобы сфотографировать её сбоку. Палачи беспокойно поглядывали на коменданта, и тот крикнул фотографу:
— Скорее же!
Тогда Татьяна повернулась в сторону коменданта и, обращаясь к нему и к немецким солдатам, продолжала:
— Вы меня сейчас повесите, но я не одна, нас двести миллионов, всех не перевешаете. Вам отомстят за меня…
Русские люди, стоявшие на площади, плакали. Иные отвернулись, чтобы не видеть того, что должно сейчас произойти.
Палач потянул верёвку, и петля сдавила Танино горло. Но она обеими руками раздвинула петлю, приподнялась на носках и крикнула, напрягая силы:
— Прощайте, товарищи! Боритесь, не бойтесь! С нами Сталин! Сталин придёт!..
Палач упёрся кованым башмаком в ящик, и ящик заскрипел по скользкому утоптанному снегу. Верхний ящик свалился вниз и гулко стукнул оземь. Толпа отшатнулась. Раздался и замер чей-то вопль, и эхо повторило его на опушке леса…

Считается, что имя Таня, которым назвалась Космодемьянская, было выбрано ей в память казнённой белогвардейцами во время Гражданской войны Татьяны Соломахи. В воспоминаниях Л. Т. Космодемьянской это звучит как предположение Зоиного брата Александра, вероятно, в связи со сходством обстоятельств гибели обеих девушек. В то же время в фильме Л. Арнштама «Зоя» (1944 год) эта версия ещё неизвестна, выбор псевдонима связывается там со случайной и явно придуманной сценаристом историей.
В акте опознания трупа от 4 февраля 1942 года, проведённого комиссией в составе представителей ВЛКСМ, офицеров Красной армии, представителя РК ВКП(б), сельсовета и жителей села, об обстоятельствах гибели на основании показаний очевидцев обыска, допроса и казни установлено, что комсомолка Космодемьянская З. А. перед казнью произнесла слова призыва: «Граждане! Не стойте, не смотрите. Надо помогать воевать Красной Армии, а за мою смерть наши товарищи отомстят немецким фашистам. Советский Союз непобедим и не будет побеждён». Обращаясь к немецким солдатам, Зоя Космодемьянская сказала: «Немецкие солдаты! Пока не поздно, сдавайтесь в плен. Сколько нас ни вешайте, но всех не перевешаете, нас 170 миллионов».
Снимки казни Космодемьянской были найдены у одного из убитых солдат вермахта под деревней Потапово близ Смоленска.
Тело Космодемьянской провисело на виселице около месяца, неоднократно подвергаясь надругательствам со стороны проходивших через деревню немецких солдат. Под Новый 1942 год пьяные немцы сорвали с повешенной одежду и в очередной раз надругались над телом, исколов его ножами и отрезав грудь. На следующий день немцы отдали распоряжение убрать виселицу, и тело было похоронено местными жителями за околицей деревни.
Впоследствии Космодемьянская была перезахоронена в Москве. Тело было предано кремации, прах захоронен на Новодевичьем кладбище (4 уч. 17 ряд).

## Признание

### Признание в СССР и России

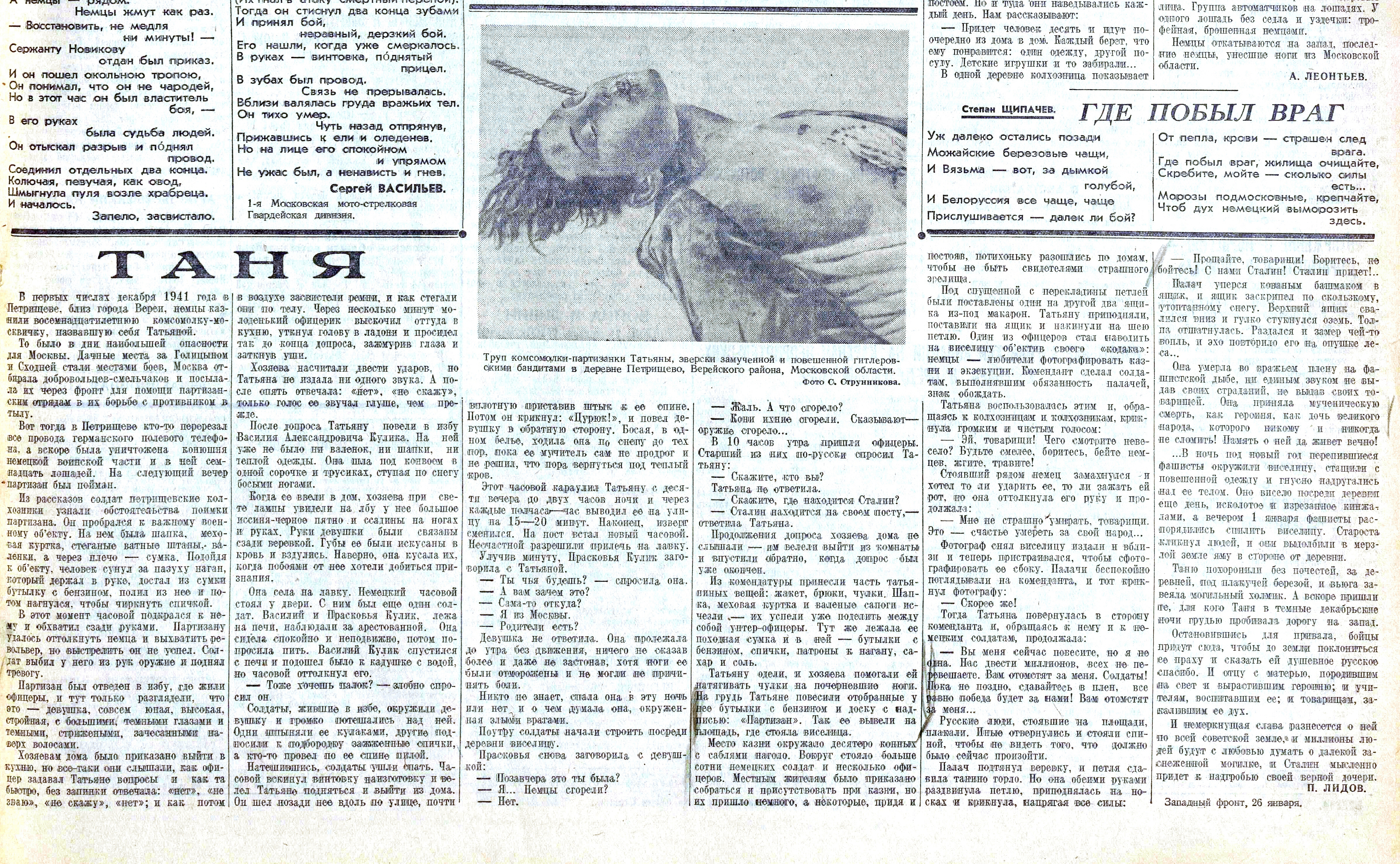
Очерк Петра Лидова «Таня», газета «Правда», 27 января 1942 года, фото Сергея Струнникова

О судьбе Зои Космодемьянской стало широко известно из статьи Петра Лидова под названием «Таня», опубликованной в газете «Правда» 27 января 1942 года. Автор случайно услышал о казни в Петрищеве от свидетеля — пожилого крестьянина, которого потрясло мужество неизвестной девушки: «Её вешали, а она речь говорила. Её вешали, а она всё грозила им…» Лидов отправился в Петрищево, подробно расспросил жителей и на основе их расспросов опубликовал статью. Её личность была вскоре установлена, об этом сообщила «Правда» в статье Лидова от 18 февраля 1942 — «Кто была Таня». Перед этим, 16 февраля 1942 года Президиум Верховного Совета СССР удостоил Космодемьянскую звания Героя Советского Союза посмертно, за «отвагу и геройство, проявленные в партизанской борьбе в тылу против немецких захватчиков».

### Использование образа Космодемьянской в Мьянме

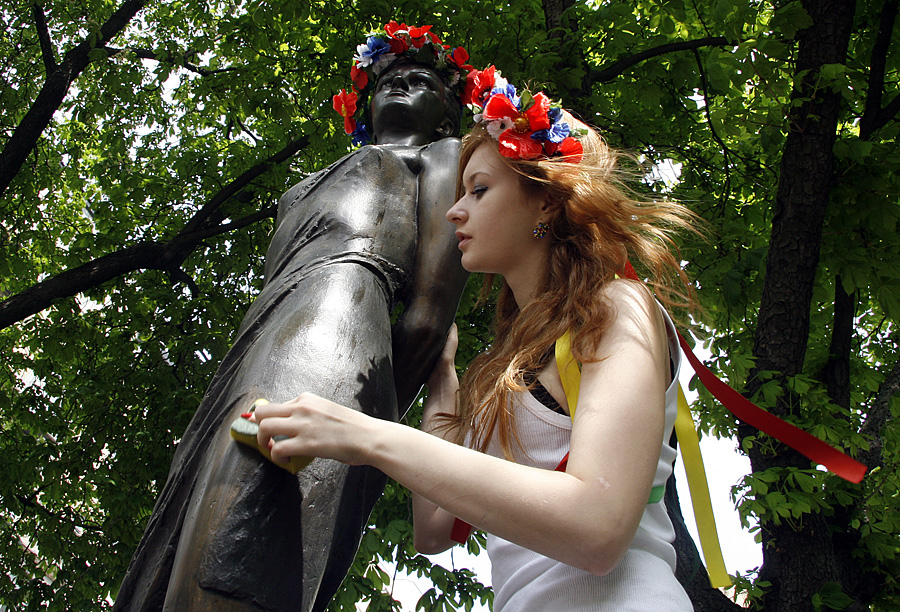
Активистка организации FEMEN моет памятник Космодемьянской в Киеве 7 мая 2010 года

Образ Зои Космодемьянской был выбран как образец для подражания в национально-освободительной борьбе Мьянмы. Лидер национально-освободительного движения народа каренов, генеральный секретарь партии Каренский национальный союз (2000—2008) Ман Ша Ла Фан считал Космодемьянскую примером для подражания и готовности к самопожертвованию для членов своей организации. По имени Космодемьянской он назвал свою дочь Зою, которая является самым известным в Мьянме правозащитником.

### Другое
В начале сентября 2016 года в Киеве неизвестные разрисовали и уронили памятник Космодемьянской, после чего он был отправлен на реставрацию. Городской глава Киева Виталий Кличко назвал это актом вандализма, но, поскольку памятник вызывает реакцию со стороны части общественности, по его словам, памятник следует «отвезти в музей коммунизма».
По мнению журналиста Русской службы Би-би-си А. Кречетникова, Зоя Космодемьянская стала для советского народа и для России таким же примером патриотизма с готовностью к самопожертвованию, как для французов — Жанна д’Арк.

## Постсоветская пресса о Космодемьянской

### Альтернативные версии биографии
Во время и после перестройки в некоторых СМИ появилась отличная от официальной, альтернативная информация о Космодемьянской. Как правило, она основывалась на слухах, не всегда точных воспоминаниях очевидцев, а в некоторых случаях — и на домыслах, что было неизбежно в ситуации, когда документальная информация, противоречившая официальному «мифу», продолжала держаться в секрете или только начинала рассекречиваться. М. М. Горинов писал по поводу этих публикаций, что в них «отразились некоторые факты биографии Зои Космодемьянской, замалчивавшиеся в советское время, но отразились, как в кривом зеркале, — в чудовищно искажённом виде».
Социолог С. Г. Кара-Мурза так описывает происходившее:

Читал я лекцию в Бразилии перед обществом психологов. Тему они задали такую: «Технология разрушения образов в ходе перестройки». Я рассказывал факты, приводил выдержки из газет. А смысл слушатели понимали лучше меня. Особенно их заинтересовала кампания по дискредитации Зои Космодемьянской. Мне задали удивительно точные вопросы о том, кто была Зоя, какая у ней была семья, как она выглядела, в чём была суть её подвига. А потом объяснили, почему именно её образ надо было испоганить — ведь имелось множество других героинь. А дело в том, что она была мученицей, не имевшей в момент смерти утешения от воинского успеха (как, скажем, Лиза Чайкина). И народное сознание, независимо от официальной пропаганды, именно её выбрало и включило в пантеон святых мучеников. И её образ, отделившись от реальной биографии, стал служить одной из опор самосознания нашего народа.

На страницах газеты «Аргументы и факты» в номере № 38 (сентябрь 1991 года) в статье под заголовком «Уточнения к канонической версии» писатель А. Жовтис пересказал то, что он услышал однажды от уже покойного на тот момент писателя Николая Ивановича Анова (Иванова).
Писатель Н. И. Анов, задумав однажды написать повесть или роман о Зое Космодемьянской, поехал в Петрищево, где он прошелся по деревне, и попытался поговорить о судьбе партизанки с местными жителями, однако те от беседы под разными предлогами уклонялись. И лишь некая учительница, взяв с Анова «клятву», что всё сказанное останется строго между ними, рассказала следующее:

Немцы заняли Петрищево во время общего наступления на Москву. Они назначили старосту и ушли. Староста поддерживал контакт с оккупационными властями, располагавшимися в другом населенном пункте. Однажды ночью в деревне загорелась изба, пожар уничтожил её дотла. Люди пришли к заключению, что это был поджог, и на следующую ночь выставили караульных. Через день или два поджигатель был пойман с поличным: неизвестная девушка с помощью тряпок, смоченных в керосине, пыталась поджечь другую избу. Зима была суровая, одна семья, потерявшая кров, ютилась у соседей, жители деревни были обозлены и разъярены. Караульные зверски избили девушку, затем втащили её в избу к Лукерье, а утром староста отправился к властям и доложил о случившемся. В тот же день девушка была повешена прибывшими в Петрищево солдатами спецслужбы… Немцев на постое здесь не было и, следовательно, не было никаких немецких конюшен, которые, согласно официальной версии, партизанка якобы подожгла. После прихода наших войск многие жители деревни были арестованы и увезены неизвестно куда. Отсюда — непроходящий страх оставшихся перед возможными репрессиями…

Было выдвинуто также предположение, что на самом деле подвиг якобы совершила не Космодемьянская, а другая комсомолка-диверсантка — Лиля Азолина.
В № 43 газеты «Аргументы и факты» за 1991 год в рубрике «Обратная связь» под общим названием «Возвращаясь к напечатанному. Зоя Космодемьянская: Героиня или символ?» в качестве ответа читателей на ранее напечатанную заметку писателя А. Жовтиса «Уточнения к канонической версии» («АиФ» № 38, 1991 год), где автор подвергал ревизии некоторые обстоятельства ареста Космодемьянской, были написаны следующие отклики:

Инвалид войны I группы Галина Павловна Романович вспоминает: «В январе 1942 г. я была на фронте под Ржевом, когда увидела в „Комсомольской правде“ фотографию казненной девушки… Я сразу узнала в ней Лилю Азолину. Мы с Лилей учились ещё до войны на одном курсе Геологоразведочного института… Со мной в одной части были ещё девушки из нашего института… Все они узнали на этой страшной фотографии Лилю Азолину».

Ещё одно свидетельство, от корреспондентки «Московского комсомольца» Л. Белой, собиравшей материалы о судьбе юной партизанки-разведчицы, пропавшей без вести в декабре 1941 г. под Москвой. Её статья «Лиля» была опубликована в газете 29 ноября 1967 г. Есть там и такие строки, для того времени довольно смелые: «…Почтальон не принес газету маме, на Октябрьскую улицу, в дом 2/12, в 6-ю квартиру: в тот день в номере был напечатан очерк Петра Лидова о повешенной немцами партизанке Тане и снимок. Лицо повешенной партизанки было страшно похоже на Лилино». Л. Белая опросила всех соседей по квартире где жила Л. Азолина, и они рассказали, как потрясённые сходством, спрятали от её матери газету с портретом, полагая, что Таня — это погибшая Лиля. Опознала её по фотографии и школьная учительница. Она-то и рассказала Валентине Викторовне Азолиной о снимке в газете. Валентина Викторовна узнала дочь…
Подтвердить или опровергнуть эту версию может только криминалистическая экспертиза, которой долго и безуспешно добиваются товарищи Лили.
Е. Сенявская, Институт истории России АН СССР.

Расскажу вам, что я слышал примерно в 1958 г. от жителя д. Петрищево. Девушка эта шла из леса, замёрзла и подойдя к сараю, где были 2-3 немецкие лошади, решила отдохнуть. Часовой немец поймал её и привёл в хату. Хозяйка поняла одно — это партизанка. Назвалась она Таней. Потом её куда-то увели. Наутро узнали, что её допрашивали с большими пытками, водили по деревне босую и раздетую по морозу и повесили.
Бои в Петрищеве не шли. Немцы ушли. Через некоторое время в деревню приехала комиссия и с ними 10 женщин. Выкопали Таню. Никто в трупе не определил своей дочери, её снова закопали. В газетах тех времён появились фотографии издевательств над Таней. Наконец, за подвиг девушке посмертно присвоили звание Героя Советского Союза. Вскоре после этого указа приехала комиссия с другими женщинами. Вторично вытащили из могилы Таню. Началось чудо-представление. Каждая женщина в Тане опознавала свою дочь. Слёзы, причитания по погибшей. А потом, на удивление всех жителей деревни, драка за право признать погибшую своей дочерью. Побоище было страшное. Всех разогнала длинная и худая женщина, впоследствии оказавшаяся Космодемьянской. Так Таня стала Зоей.
В. Леонидов, Москва.

Перед войной в 1938—1939 гг. 14-летняя девочка по имени Зоя Космодемьянская неоднократно находилась на обследовании в Ведущем научно-методическом центре детской психиатрии и лежала в стационаре в детском отделении больницы им. Кащенко. У неё подозревали шизофрению. Сразу после войны в архив нашей больницы пришли два человека и изъяли историю болезни Космодемьянской.
Ведущий врач Научно-методического центра детской психиатрии А. Мельникова, С. Юрьева и Н. Касмельсон

Позднее информация о болезни часто появлялась в других газетах, но иных свидетельств либо документальных подтверждений подозрений на шизофрению в статьях не упоминалось. В последующих публикациях газеты, ссылавшиеся на «Аргументы и факты», часто опускали слово «подозревали».
Версия о подозрении на шизофрению оспаривается. Так, Надежда Арабкина в статье «Крестный путь Зои», опубликованной в газете «Московский комсомолец», писала:

… Как-то в прессе промелькнула статья о том, что Зоя Космодемьянская страдала шизофренией. Ветераны части 9903 подняли архивы Института психиатрии. Имена врачей, которые якобы ставили Зое диагноз, — нигде не встречались…

Исследователь М. М. Горинов, опубликовавший в академическом журнале «Отечественная история» статью о Космодемьянской, к версии о шизофрении относится скептически, однако сообщения врачей отнюдь не отвергает, но лишь обращает внимание, что их утверждение о подозрении на шизофрению выражено в «обтекаемой» форме.
В декабре 2016 года карикатурист и психиатр Андрей Бильжо в беседе с изданием The Insider заявил, что расскажет «страшную, крамольную вещь, которая взорвет интернет». Далее Бильжо пишет, что «читал историю болезни Зои Космодемьянской, которая хранилась в архиве психиатрической больницы им. П. П. Кащенко. В этой клинике не раз лежала до войны Зоя Космодемьянская, она страдала шизофренией» и на основании этого он пришёл к выводу, что молчание Космодемьянской в момент, когда её собирались повесить, объясняется «кататоническим ступором с мутизмом», когда человек с трудом двигается, выглядит застывшим и молчит. «Этот синдром был принят за подвиг и молчание Зои Космодемьянской», — заключил Бильжо.
Движение «Бессмертный полк России» обратилось в Генпрокуратуру с просьбой оценить высказывания Андрея Бильжо о Зое Космодемьянской.
В 2017 году журналист Александр Невзоров в блоге на «Эхе Москвы» опубликовал текст под названием «Развесистая Зоя», где представил Космодемьянскую поджигателем крестьянских домов и свои размышления на тему её действий ввиду последствий её болезни менингитом. Журналист вешает на Зою ярлык слабоумия и сравнивает её с маньяками и серийными убийцами. В итоге Невзоров в создании «старого советского мифа» обвинил «сталинскую преисподнюю».

Зоя выросла и сформировалась в том людоедском режиме, где общественной нормой была деградация, доносы и смерть. Девушка не знала иной реальности, кроме сталинщины. А её уродство воспринимала как единственно правильный образ жизни. […]
Никакой другой «родины», кроме сталинской преисподней — у Космодемьянской не было. Только она могла быть объектом Зоиного патриотического фанатизма. И принести себя в жертву она могла только ей. Что и сделала, безусловно оказав режиму важную услугу.

Журналистка Наталья Горяйнова в ответ на высказывания Бильжо и Невзорова открыто призвала к репрессиям против них, требуя ввести уголовную ответственность за оскорбление памяти о героях Великой Отечественной войны: «И если уж обычная человеческая порядочность в данном случае является устаревшим понятием, то, думается, должен быть закон, который оградит навеки замолчавших от наших плевков. Как оградили в Израиле и ряде стран Европы Холокост. Холокост — это такой ежечасный ужас, становящийся обыденным, отчего вызывает ещё больший ужас, такой, что любые слова причиняют боль. Само отрицание Холокоста — это уже уголовно наказуемое преступление. И оскорбление памяти о героях Великой Отечественной войны в нашей стране также должно стать уголовно наказуемым».

### Версия о предательстве Василия Клубкова
В постсоветские годы появилась версия, что Зою Космодемьянскую предал её товарищ по отряду, комсорг Василий Клубков. Она основывается на материалах дела Клубкова, рассекреченных и опубликованных в газете «Известия» в 2000 году. Клубков, явившийся в начале 1942 года в свою часть, заявил, что он был взят в плен немцами, бежал, снова был схвачен, снова бежал и сумел добраться до своих. Однако на допросах он изменил свои показания и заявил, что был схвачен вместе с Космодемьянской и выдал её, после чего согласился сотрудничать с немцами, прошёл обучение в разведшколе и был отправлен с разведывательным заданием.

— Как меня только сдали офицеру, я проявил трусость и рассказал, что нас всего пришло трое, назвав имена Крайнева и Космодемьянской. Офицер отдал на немецком языке какое-то приказание немецким солдатам, они быстро вышли из дома и через несколько минут привели Зою Космодемьянскую. Задержали ли они Крайнева, я не знаю.
— Вы присутствовали при допросе Космодемьянской?
— Да, присутствовал. Офицер у неё спросил, как она поджигала деревню. Она ответила, что она деревню не поджигала. После этого офицер начал избивать Зою и требовал показаний, но она дать таковые категорически отказалась. Я в её присутствии показал офицеру, что это действительно Космодемьянская Зоя, которая вместе со мной прибыла в деревню для выполнения диверсионных актов, и что она подожгла южную окраину деревни. Космодемьянская и после этого на вопросы офицера не отвечала. Видя, что Зоя молчит, несколько офицеров раздели её догола и в течение 2—3 часов сильно избивали резиновыми палками, добиваясь показаний. Космодемьянская заявила офицерам: «Убейте меня, я вам ничего не расскажу». После чего её увели, и я её больше не видел.
— Из протокола допроса Клубкова от 11—12 марта 1942 года.
Клубков был расстрелян за измену Родине 16 апреля 1942 года. Его показания, как и сам факт его присутствия в деревне во время допроса Космодемьянской, не находят подтверждения в других источниках. К тому же показания Клубкова путаны и противоречивы: сначала он говорит, что Космодемьянская при допросе у немцев назвала его имя, затем говорит — не называла его имени; заявляет, что он не знал фамилии Космодемьянской, далее утверждает, что назвал её по имени и фамилии, и так далее. Даже деревню, где погибла Космодемьянская, он называет не Петрищево, а «Пепелище». Непонятной остаётся и цель немецких пыток: ведь Клубков уже рассказал немцам всё, что могла знать Космодемьянская.
Исследователь М. М. Горинов предполагает, что Клубков действительно дал подписку о сотрудничестве с Абвером, но скорее всего лишь с целью вновь попасть к своим. После разоблачения следователи заставили его оговорить себя, признавшись в «предательстве» Космодемьянской — либо из карьерных соображений (чтобы получить свою долю дивидендов в разворачивавшейся пропагандистской кампании вокруг Космодемьянской), либо из пропагандистских (чтобы «оправдать» попадание Космодемьянской в плен, недостойное советского бойца, согласно тогдашней идеологии). Впрочем, в пропагандистский оборот версия предательства Клубкова так и не была запущена.

## Награды и звания
- Медаль «Золотая Звезда» Героя Советского Союза (посмертно, 16 февраля 1942 года)
- Орден Ленина (посмертно)

## Память

### Музеи
- Музейный комплекс в селе Петрищево на месте подвига и казни Зои Космодемьянской, открытый в мае 2020 года и включающий: здание современного мультимедийного музея; дом Прасковьи Кулик, где разведчица провела последнюю ночь перед казнью; мемориал, установленный на месте её гибели; место первого захоронения героини; «Школу юного разведчика» в старом здании музея 1956 года[50][51].
- В селе Осино-Гай Тамбовской области Гавриловского района Музей военно-исторической славы Героев Советского Союза Зои, Александра Космодемьянских и Степана Перекальского (открыт 31 января 1969 года), входит в Осино-Гайский филиал имени Зои Космодемьянской МБОУ 2-Гавриловской средней общеобразовательной школы.
- В 201-й школе (ныне гимназия № 201 имени Зои и Александра Космодемьянских) Москвы[52][53] — музей истории школы и семьи Космодемьянских.
- В 381-й школе Ленинграда, расположенной на улице Зои Космодемьянской.
- Борщёвка, Тамбовской области — работает Борщёвский исторический музей имени Героя Советского Союза Зои Космодемьянской (филиал Тамбовского областного краеведческого музея на общественных началах).
- Германия, город Эдериц, округ Галле — музей имени Зои Космодемьянской.
- Дом-музей Зои и Александра Космодемьянских в посёлке Шиткино Тайшетского района Иркутской области.

### Монументальное искусство
- Памятник в Барнауле у школы № 103
- Памятник в Бердске (Новосибирская область) у школы № 11
- Памятник в посёлке Большие Вязёмы у Большевязёмской гимназии
- Памятник в Брянске у школы № 35
- Памятник в Буе Костромской области во дворе школы № 13
- Памятники в Волгограде (на территории школ № 36 и 130)
- Памятник г. Вязники, Владимирская область. Памятник был установлен 9 мая 1965 года на средства комсомольцев фабрики поселка Ярцево. Позже памятник был перенесён к клубу «Патриот».
- Памятник в Гаврилов-Яме у школы № 3
- Памятник в Горном, Новосибирской области во дворе школы
- Памятник в Ельце Зое и Александру Космодемьянским (гипсовые скульптуры в полный рост), на территории бывших Красных казарм, ныне один из корпусов ЕГУ имени Бунина
- Памятник в селе Иваньковском Гаврилово-Посадского района Ивановской области, у сельского клуба
- Памятник в Ишимбае у школы № 3, в самой школе и на территории спецучреждения[54]
- Памятник в Киеве: сквер на углу ул. Олеся Гончара и ул. Богдана Хмельницкого. Демонтирован в 2023 году
- Памятник в Комсомольском Калининградской области у школы № 1(2 корпус)
- Памятник в Копейске у школы № 42
- Памятник в Котласе во дворе школы № 82
- Памятники в Москве:
  - Памятник на платформе станции метро «Партизанская»
  - Памятник в Москве (скульптор О. А. Иконников, архитектор К. С. Шехоян) на улице Александра и Зои Космодемьянских, д.35/1 в районе станции метро «Войковская» на месте их не сохранившегося дома
  - Проектное предложение Московского высшего промышленного училища (бывш. Строгановского) о возведении в парке перед школой № 201 им. Зои и Александра Космодемьянских памятного сооружения. Автор Ермоленко П. Ф. Одобрено для дальнейшей работы 18 октября 1966 года
- Памятник в Мурманске в сквере на ул. Зои Космодемьянской[55]
- Памятник в Нижнем Новгороде в здании школы № 37
- Памятник в Одессе, на территории детского санатория «Люстдорф»
- Памятник в Осино-Гае Тамбовской области — на родине Зои Космодемьянской. Автор памятника — тамбовский скульптор Михаил Салычев
- Памятник в селе Павловка Иваничевского района Волынской области (Украина), в санатории-профилактории «Шахтар»
- Памятник в Пантелеймоновке, Донецкая область
- Памятник на Минском шоссе близ деревни Петрищево. Открыт в 1957 году во время проведения Всемирного фестиваля молодёжи и студентов. Авторы памятника — скульпторы В. Фёдоров и О. А. Иконников, архитектор А. Каминский[56]
- Памятник в Рузе у Дома Культуры работы Зураба Церетели[57]. Открыт к 90-летию со дня рождения Зои Космодемьянской[58]
- Памятник в Рыбинске на улице Зои Космодемьянской на берегу Волги
- Памятник в Саки у школы № 2
- Памятник в Самаре во дворе школы № 170
- Памятник в Саратове на улице Зои Космодемьянской, около школы № 72
- Памятник в Санкт-Петербурге в Московском парке Победы (скульптор М. Г. Манизер, архитектор В. Д. Кирхоглани)
- Памятник в Ставрополе у гимназии № 12
- Памятник в Тамбове на улице Советской. Скульптор М. Г. Манизер
- Памятник в селе Тарасовском Ростовской области, у школы № 1
- Памятник в Харькове в «Сквере Победы» (за фонтаном «Зеркальная струя»)
- Памятник в Херсоне у школы № 13
- Памятник в Химках на улице Зои Космодемьянской
- Памятник в Чапаевске у школы № 1
- Памятник в Челябинске на улице Новороссийской (во дворе школы № 46)
- Памятник в Шымкенте во дворе школы-лицея № 23, носящей имя Зои Космодемьянской
- Памятник в АНО ДООЦ «Алые паруса» Тюменской области
- Бюст у школы в селе Бармино Лысковского района Нижегородской области
- Бюст в Бендерах (Молдова), во дворе железнодорожной школы-интерната № 2, носящего имя Зои Космодемьянской.
- Бюст в Брянске у школы № 56
- Бюст во Владикавказе во дворе школы № 11
- Бюст в Донецке во дворе школы номер 54
- Бюст в Железногорске Красноярского края у гимназии № 91
- Бюст в селе Иваньково Ясногорского района Тульской области во дворе Иваньковской средней школы
- Бюст в Ижевске у школы № 25
- Бюст в Казани у школы № 99
- Бюст в Калининграде у школы № 5
- Бюст в Магнитогорске у школы № 49
- Бюст в Мариуполе во дворе школы № 34
- Бюст у Осиновецкого маяка в Ленинградской области, в мемориальном комплексе на Ладожском озере. Мемориальный комплекс из 10 стел с бюстами (на 27.04.2019 три бюста отсутствуют) от Зои Космодемьянской до Александра Матросова
- Бюст в Новомосковске Тульской области у гимназии № 13
- Бюст в Новоузенске Саратовской области у школы № 8
- Бюст в Соликамске
- Бюст в Судиславле Костромской области во дворе школы № 1
- Бюст в Тарутино Одесской области, у начальной средней школы
- Бюст в посёлке Чегдомын (Хабаровский край) у школы № 6
- Бюст в селе Шиткино
- Мемориальная плита в деревне Петрищево, Рузский район Московской области
- Барельеф в Ульяновске установлен В 2015 году на Аллее пионеров-героев[59].

Памятники
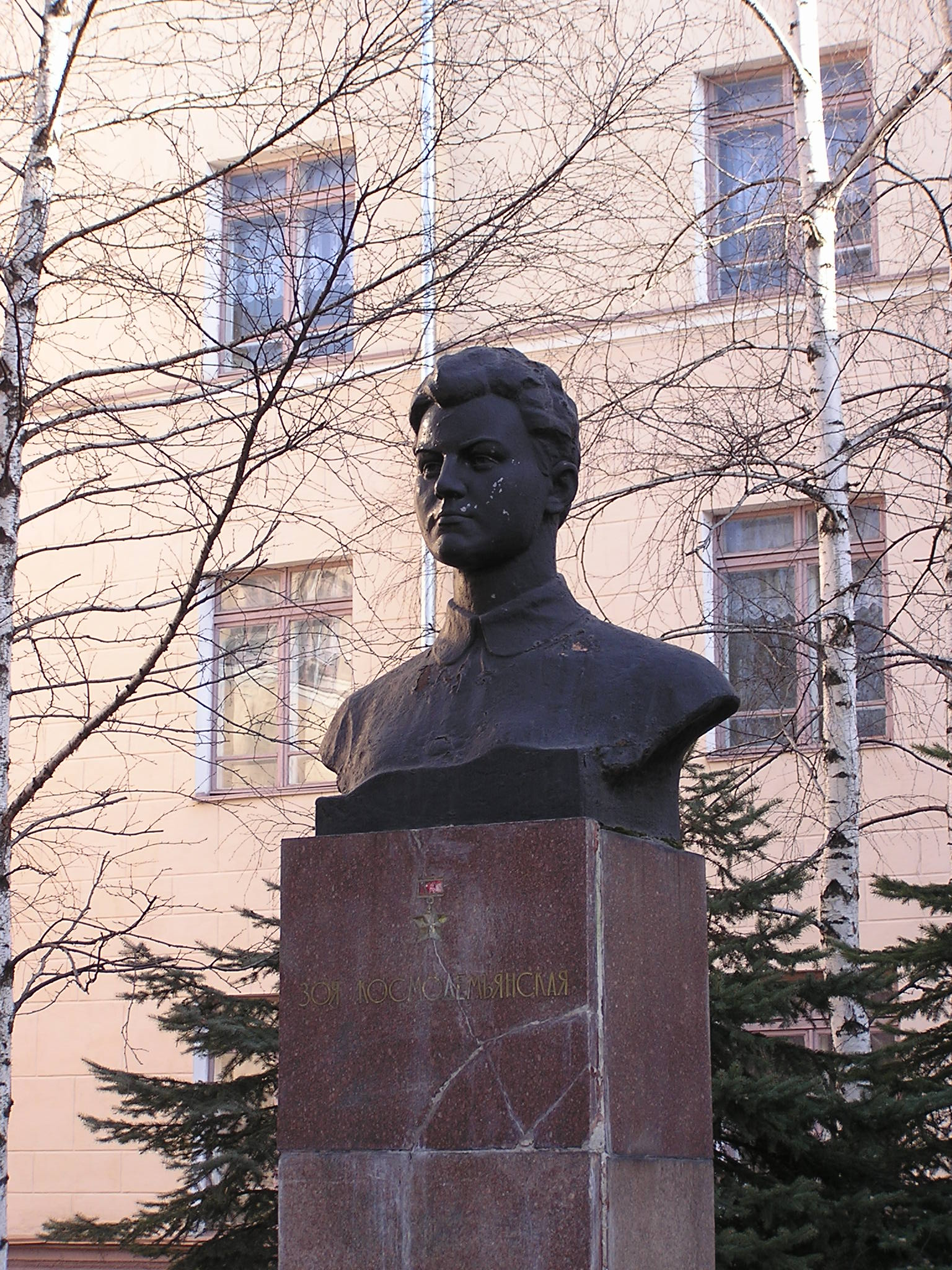
Во дворе школы № 54 в Донецке
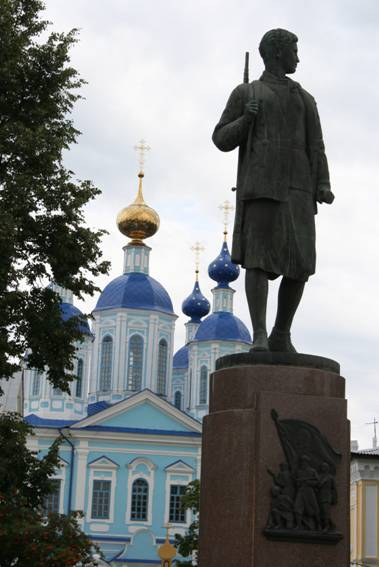
В Тамбове
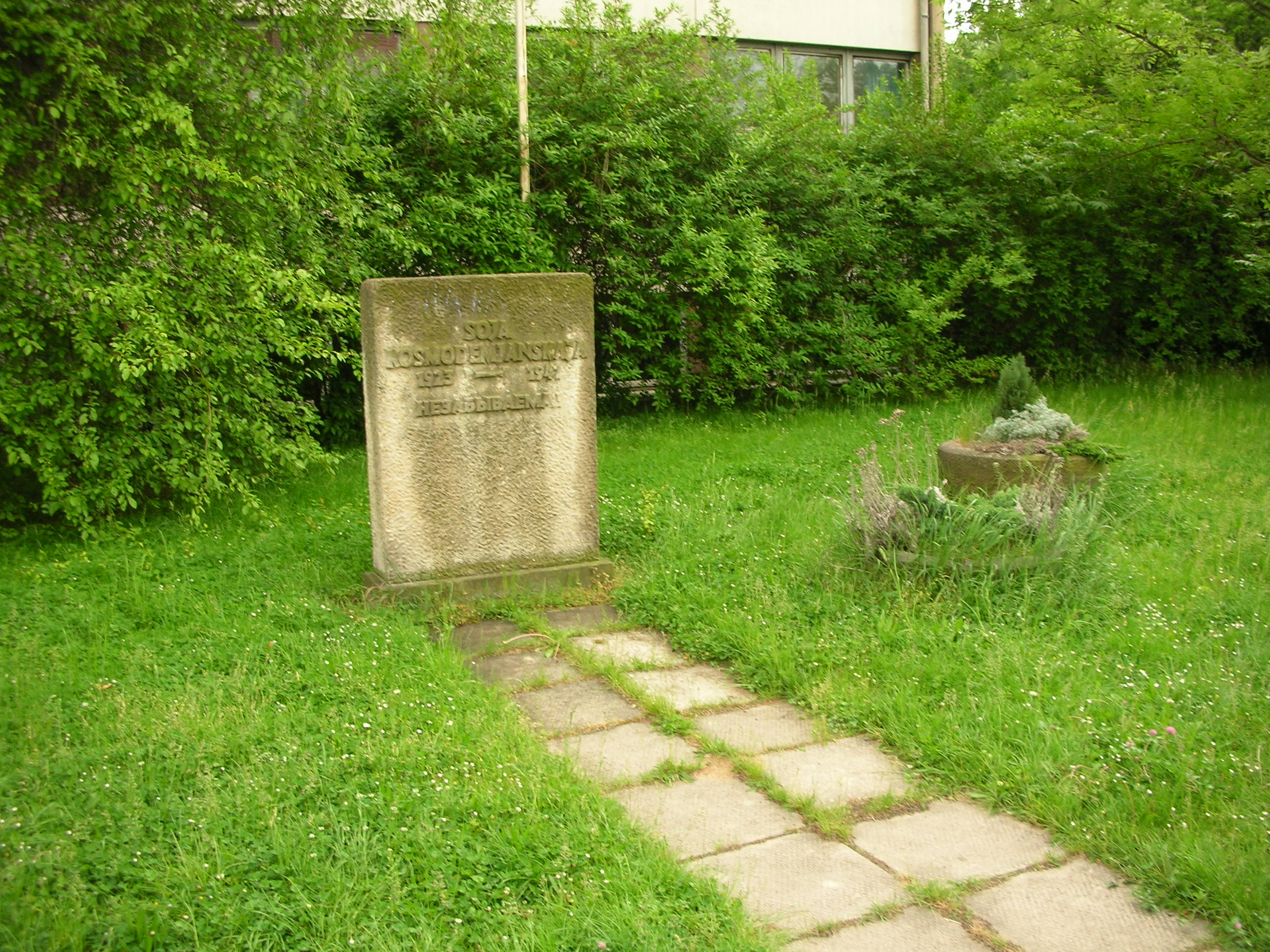
Обелиск перед 46-й средней школой в Дрездене
На станции метро «Партизанская» в Москве
Памятник на Новодевичьем кладбище
Барельеф Зои Космодемьянской на Аллее пионеров-героев (Ульяновск)
Стела на месте дома Зои и Александра Космодемьянских в районе Коптево, Москва

### Музыка
- Музыка Дмитрия Шостаковича к фильму 1944 года «Зоя» Лео Арнштама[60].
- «Песня о Тане партизанке», слова М. Кремера, музыка В. Желобинского[60].
- Одноактная опера «Таня» В. Дехтерева (1943)[60].
- Оркестровая сюита «Зоя» (1955) и опера «Зоя» (1963) Н. Макаровой[60][61].
- Балет «Татьяна» А. Крейна (1943)[60].
- Музыкально-драматическая поэма «Зоя» В. Юровского на слова М. Алигер[60].
- «Песня о Зое Космодемьянской», слова П. Градова, музыка Ю. Милютина[60].
- «Песня о Зое Космодемьянской», слова М. Румянцевой, музыка А. Нешко.
- Песня «Баллада о Зое» группы «Unreal»[62].
- Песня «Зоя» группы «Ключевая»

### Живопись
- Кукрыниксы. «Зоя Космодемьянская» (1942—1947).
- Дмитрий Мочальский «Зоя Космодемьянская».
- К. Н. Щекотов «Последняя ночь (Зоя Космодемьянская)». 1948—1949. Холст, масло. 182×170 см. ООМИИ им. М. А. Врубеля. Омск.

### В филателии

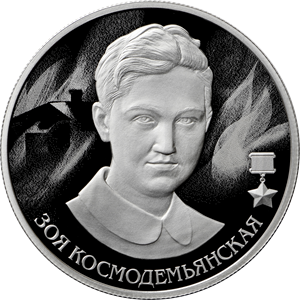
Монета Банка России — Серия: Герои Великой Отечественной войны 1941–1945 гг. Зоя Космодемьянская

Почтовые марки и конверты
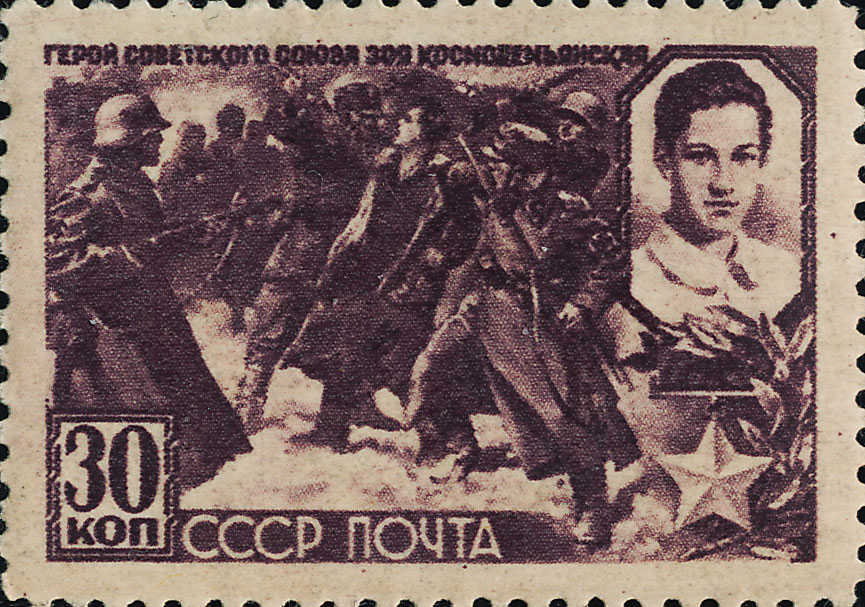
Почтовая марка СССР, 1942
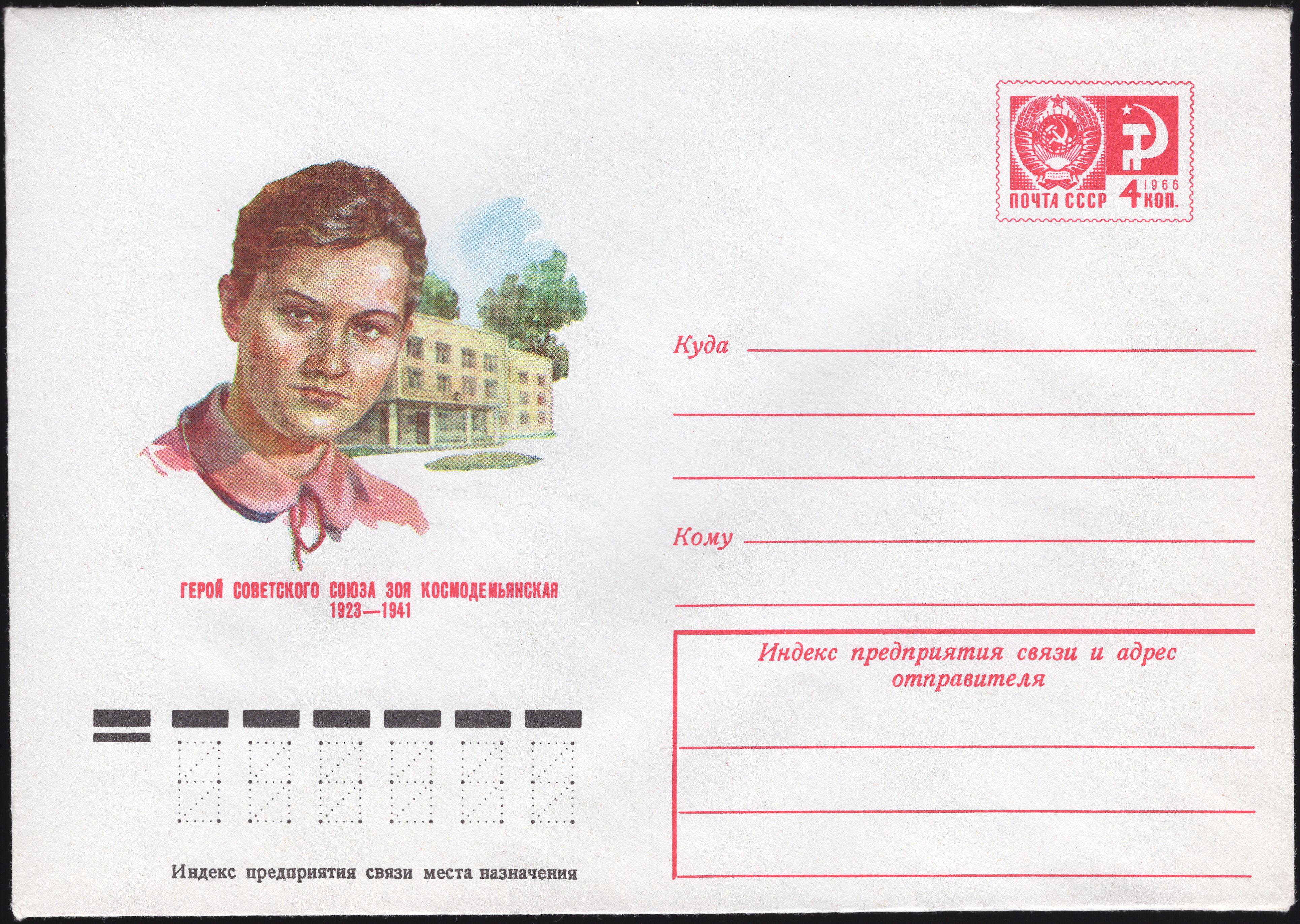
Почтовый конверт СССР, 1966
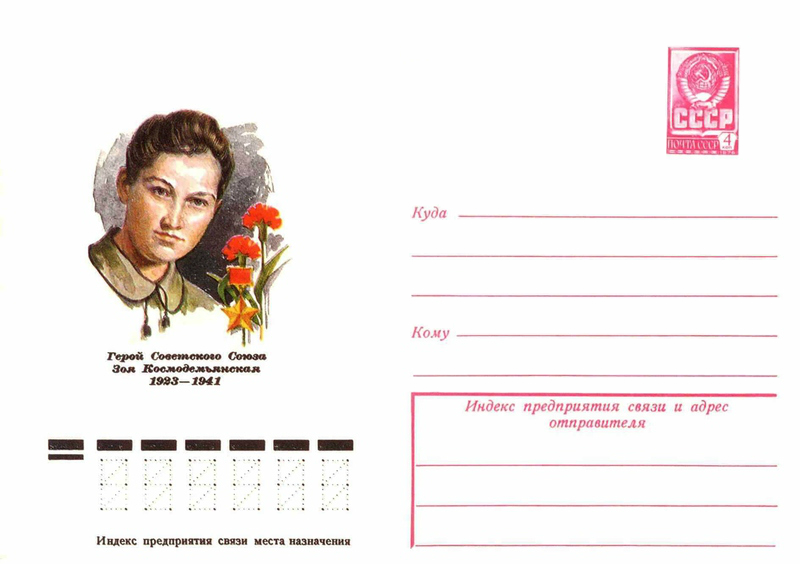
Почтовый конверт СССР, 1978
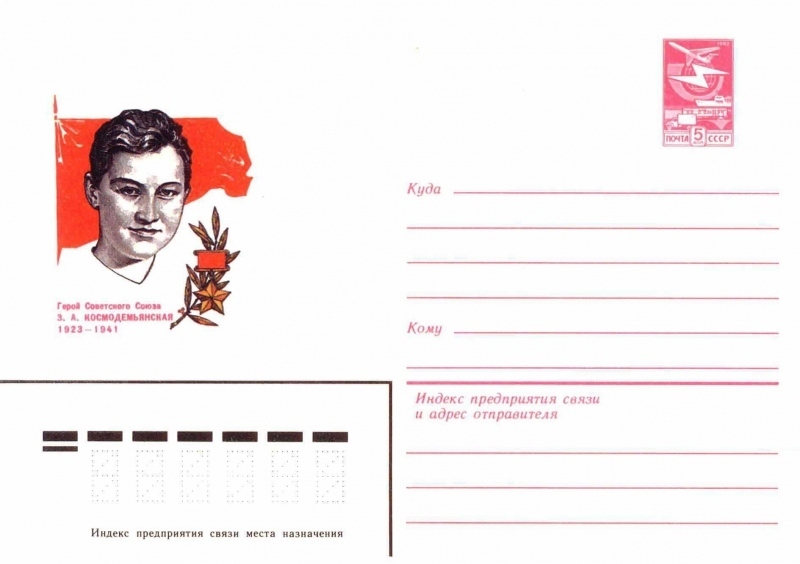
Почтовый конверт СССР, 1983
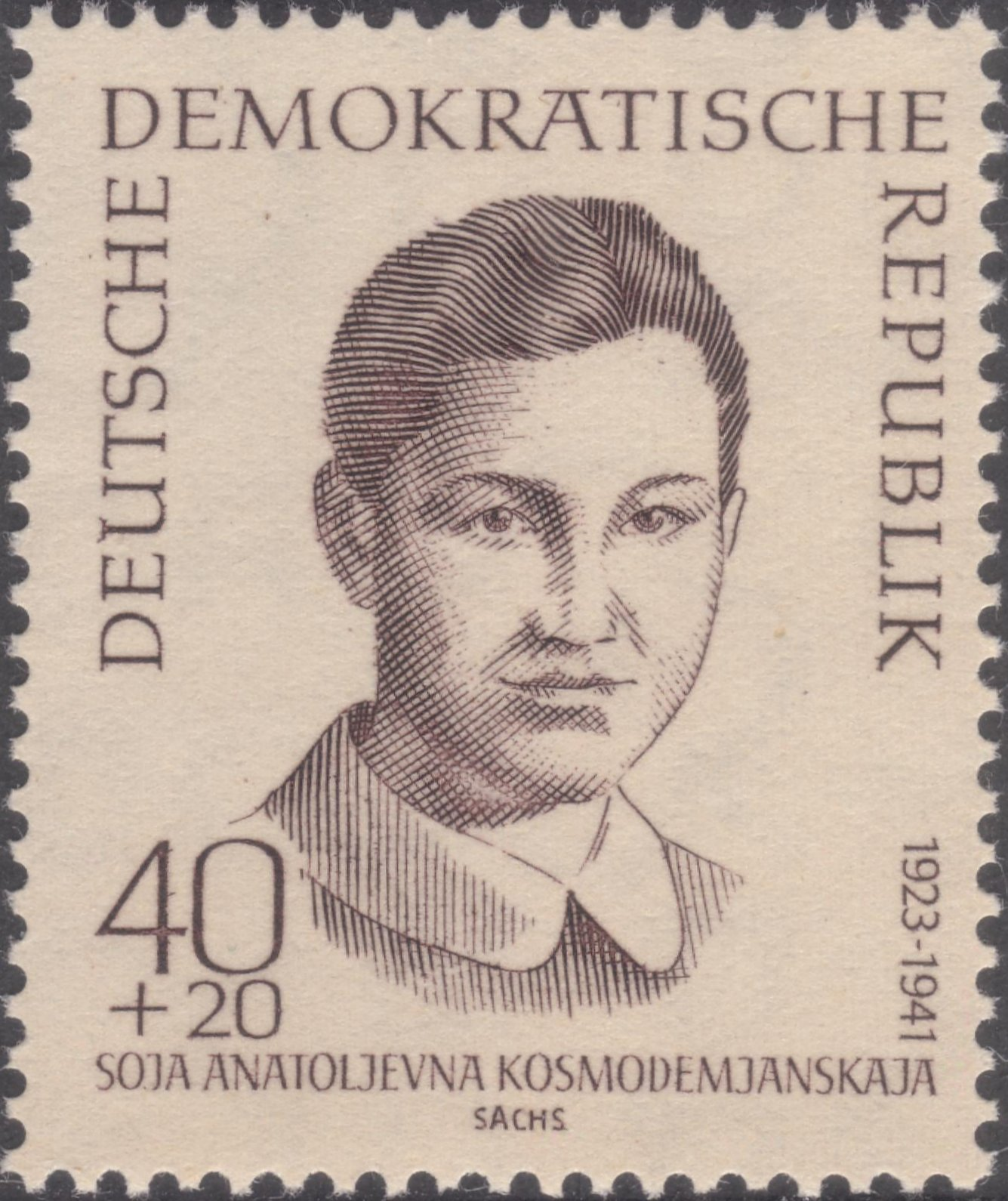
Почтовая марка ГДР

### В нумизматике
4 октября 2022 года Банк России выпустил памятную монету из серебра номиналом два рубля из серии «Герои Великой Отечественной войны 1941—1945 гг.», посвящённую Зое Космодемьянской. На реверсе монеты изображены портрет героини на фоне пламени и медаль «Золотая звезда».

### Художественная литература
- М. И. Алигер посвятила Зое поэму «Зоя». В 1943 году поэма была удостоена Сталинской премии.
- Л. Т. Космодемьянская опубликовала «Повесть о Зое и Шуре» (литературная запись Ф. А. Вигдоровой, свыше 30 переизданий).
- Советский писатель В. Ковалевский создал дилогию о Зое Космодемьянской. В первой части, повести «Брат и сестра», описаны школьные годы Зои и Шуры Космодемьянских. Повесть «Не бойся смерти!» посвящена деятельности Зои в годы войны.
- Поэмы Космодемьянской посвятили чувашский поэт Пётр Хузангай, турецкий поэт Назым Хикмет и китайский поэт Ай Цин; стихи — А. Л. Барто («Партизанке Тане», «У памятника Зое»), Р. И. Рождественский, Ю. В. Друнина, В. П. Туркин («Зоя»), марийский поэт Макс Майн («Баллада о 18-летней девушке») и другие поэты.
- Илья Масодов в повести «Мрак твоих глаз» (2001) упоминает комсомольский значок Зои Космодемьянской, который заряжает энергией главную героиню.
- Борисов Н. А., «С именем Зои».
- Лачин Самед-заде, «Адская честь» (отрывок из романа «Бог крадется незаметно»).
- Фрида Вигдорова, «Герои рядом с тобой» (отрывок из книги «Мой класс»).
- Успенский В., «Зоя Космодемьянская».
- Титов В., «Быть полезным!» (повесть).
- Фролов Г., «Бессмертие» (отрывок из книги «Часть № 9903»).
- Аргутинская Л., «Татьяна Соломаха» (очерк).
- Емельянов Б., «Зоя и Гайдар» (опубликовано в журнале «Смена»).
- Карпель Р., Швецов И., «Музей в Петрищеве».

### Статьи
- Лидов П. А. Таня // Правда : газета. — 1942. — № 27 (8798) (27 января). — С. 3.
- Лидов П. А. Кто была Таня // Правда : газета. — 1942. — № 49 (8820) (18 февраля). — С. 2.
- П. Лидов. Партизанка Таня (журнал «Пионер», январь-февраль 1942 год).
- Лидов П. А. Пять немецких фотографий // Правда : газета. — 1943. — № 263 (9399) (24 октября). — С. 3.
- С. Любимов. Мы не забудем тебя, Таня! («Комсомольская правда», 27 января 1942 года)[64].
- П. Нилин. Подлость (очерк о заседании Военного трибунала над жительницей деревни Петрищево Аграфеной Смирновой, которая избивала Зою, сентябрь 1942)[65].
- Я. Милецкий. Кто предал Таню («Красная звезда», 22 апреля 1942 года).
- Письмо к молодёжи от Л. Т. Космодемьянской «Отомстите за мою дочь» (Пятигорск, 1942 год)[66].
- А. Космодемьянский. Моя сестра (февраль-май 1942 год).
- А. Космодемьянский. Я мщу убийцам моей сестры (газета «На врага», октябрь 1943 год).

### Прочее

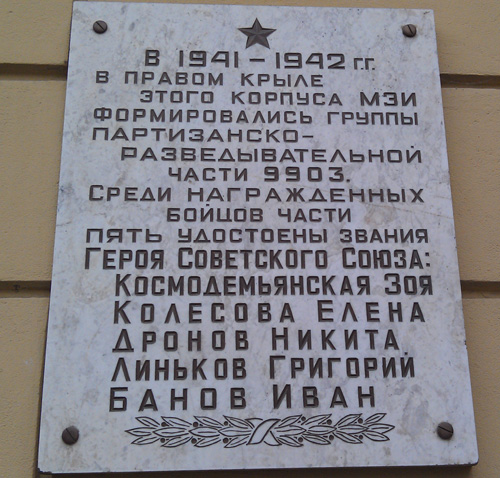
Мемориальная доска на здании МЭИ (Красноказарменная, 14)

В честь Зои Космодемьянской названо множество объектов.
- Астероид (1793) Зоя, открытый 28 февраля 1968 года Т. М. Смирновой в Научном, название присвоено 1 июля 1972 года[67][68].
- Пик в Заилийском Алатау (4108 м).
- Посёлок Космодемьянский в Рузском районе Московской области; Космодемьянская средняя общеобразовательная школа.
- В Воркуте имя Зои Космодемьянской носила школа № 85 (на сегодня ликвидирована).
- В Бердске Новосибирской области имя Зои Космодемьянской носит школа № 11.
- Судно Министерства морского флота, танкер.
- В Днепропетровске — восьмилетняя школа № 48 (ныне СШ № 48). В этой школе учились певец Иосиф Кобзон, поэты Игорь Пуппо и Олег Климов.
- Электропоезд ЭД2Т-0041 (приписан к депо Александров).
- Пионерский лагерь в Эстонии, Ида Вирумааский уезд, на озёрах Куртна.
- Детские библиотеки в Ростове-на-Дону, Армавире, Новочеркасске, Новосибирске, Омске, Красноярске и Дзержинске.
- Танковый полк Национальной народной армии ГДР[69].
- В Москве в районе станций метро «Войковская» и «Коптево» есть улица Зои и Александра Космодемьянских.
- В Нижнем Новгороде, в школе № 37 Автозаводского района, существует детское объединение «Школята», созданное в честь З. А. Космодемьянской. Ученики школы проводят торжественные линейки в день рождения и день смерти Зои.
- Детский лагерь имени Зои Космодемьянской в городе Каменск-Шахтинский, на реке Северский Донец.
- Лагерь им. Зои Космодемьянской на берегу озера Тургояк в Челябинской области.
- В память о формировании партизанско-разведывательной части 9903, в которую входили Герои Советского Союза Зоя Космодемьянская, Елена Колесова, Никита Дронов, Григорий Линьков и Иван Банов, на здании МЭИ открыта мемориальная доска.
- Летний оздоровительный лагерь им. Зои Космодемьянской в окрестностях г. Усть-Каменогорска (Казахстан).
- Пионерская дружина им. Зои Космодемьянской Петровской средней школы Наро-Фоминского района Московской области.
- Имя Зои Космодемьянской носил танк БТ-5 (б/н 279), головной из 8 танков, собранных на Иркутском заводе тяжёлого машиностроения им. Куйбышева и образовывавших танковую колонну «Иркутский комсомолец» в составе 206-го отдельного танкового полка.
- Детский летний лагерь имени Зои Космодемьянской находится в черте города Курска.
- Пионерский лагерь д. Дедово, им. Зои Космодемьянской
- Пионерский лагерь им. Зои Космодемьянской в селе Любимовка Днепропетровской области.
- Пионерская дружина им. Зои Космодемьянской в СШ № 16 города Павлограда Днепропетровской области.
- В 2024 году имя Зои Космодемьянской присвоено средней школе № 14 г. Витебска[70]. На здании школы размещён мурал, посвящённый Космодемьянской, ей также посвящена одна из экспозиций в школьном музее.

## Документальное кино
- «Великая Отечественная», фильм 4-й. «Партизаны. Война в тылу врага» // СССР-США, 1978
- «Зоя Космодемьянская. Правда о подвиге» // ВГТРК «Россия», 2005[71].
- «Основано на реальных событиях. Зоя открывает глаза.» // НТВ, 2020[72].

## Художественное кино
- «Зоя» — фильм 1944 года режиссёра Лео Арнштама. В главной роли Галина Водяницкая.
- «Во имя жизни» — фильм 1946 года режиссёров Александра Зархи и Иосифа Хейфица (есть эпизод, где актриса играет в театре роль Зои).
- «Битва за Москву» — фильм 1985 года режиссёра Юрия Озерова. В роли Зои Ирина Шмелёва
- «Зоя» — фильм режиссёров Максима Бриуса и Леонида Пляскина, премьера состоялась 13 декабря 2020 года; в роли Зои — Анастасия Мишина.
- «Зоя Космодемьянская» — фильм режиссёра Ольги Товма, снятый в Тамбове в 2018 году, но выпущенный на экраны только в 2021. В роли Зои — Надежда Петрушова[источник не указан 1272 дня].